# Armand Di Caro
Pour les articles homonymes, voir Di Caro.
Armand Di Caro, né le 22 juillet 1931 à Marseille et mort le 31 juillet 1993 dans la même ville,, est un coureur cycliste français. Il est professionnel de 1954 à 1957.

## Palmarès
- 1954
  - Nice-Annot-Nice
  - 2e du Grand Prix de Nice
  - 2e du Circuit Drôme-Ardèche
  - 3e du Trophée Simplex
  - 3e de La Rochelle-Angoulême
- 1955
  - Circuit de l'Ain
  - 2e du Grand Prix de Monaco
- 1957
  - 3e du Tour du Maroc

## Résultats sur les grands tours

### Tour de France
1 participation
- 1955 : 66e